# Llívia
Lhívia (em catalão: Llívia; em castelhano: Llivia) é um município da Espanha na comarca da Baixa Cerdanha, província de Girona, comunidade autónoma da Catalunha. Tem 12,83 km² de área e em 2021 tinha 1 504 habitantes (densidade: 117,2 hab./km²).
É um exclave de Espanha em França, situado a 153 km a norte de Girona, e rodeado na sua totalidade por território francês como resultado do Tratado dos Pirenéus de 1659, no qual a Espanha cedeu à França os 33 vilarejos das comarcas de Vallespir, Capcir, Conflent e a Alta Cerdanya, que hoje  formam, juntamente com o Rossilhão, o departamento francês dos Pirenéus Orientais. Como ficou fora deste tratado por se tratar de uma vila, privilégio concedido pelo imperador Carlos V, e não de uma aldeia, continuou sob a soberania do rei espanhol.

## Demografia
| Variação demográfica do município entre 1991 e 2018[carece de fontes?] | Variação demográfica do município entre 1991 e 2018[carece de fontes?] | Variação demográfica do município entre 1991 e 2018[carece de fontes?] | Variação demográfica do município entre 1991 e 2018[carece de fontes?] | Variação demográfica do município entre 1991 e 2018[carece de fontes?] |
| ---------------------------------------------------------------------- | ---------------------------------------------------------------------- | ---------------------------------------------------------------------- | ---------------------------------------------------------------------- | ---------------------------------------------------------------------- |
| 1991                                                                   | 1996                                                                   | 2001                                                                   | 2004                                                                   | 2018                                                                   |
| 854                                                                    | 924                                                                    | 1006                                                                   | 1173                                                                   | 1428                                                                   |